# Налимовское сельское поселение (Омская область)
Налимовское се́льское поселе́ние — муниципальное образование в Называевском районе Омской области Российской Федерации.
Административный центр — село Налимово.

## История
Статус и границы сельского поселения установлены Законом Омской области от 30 июля 2004 года № 548-ОЗ «О границах и статусе муниципальных образований Омской области».

## Население
| 2010 | 2011 | 2012 | 2013 | 2014 | 2015 | 2016 |
| ---- | ---- | ---- | ---- | ---- | ---- | ---- |
| 481  | ↘479 | ↘468 | ↘442 | ↘422 | ↘408 | ↘407 |
| 2017 | 2018 | 2019 | 2020 | 2021 | 2023 |      |
| ↘396 | ↘389 | ↘382 | ↘369 | ↘347 | ↘340 |      |

## Состав сельского поселения
| № | Населённый пункт | Тип населённого пункта       | Население |
| - | ---------------- | ---------------------------- | --------- |
| 1 | Налимово         | село, административный центр | ↘414      |
| 2 | Черняевка        | деревня                      | ↘67       |